# Blepharis turkanae
Blepharis turkanae är en akantusväxtart som beskrevs av K. Vollesen. Blepharis turkanae ingår i släktet Blepharis och familjen akantusväxter. Inga underarter finns listade i Catalogue of Life.